# Sergiusz (Anicoj)
Sergiusz, imię świeckie Serhij Łeonidowycz Anicoj (ur. 17 stycznia 1979 w Sumach) – biskup Ukraińskiego Kościoła Prawosławnego Patriarchatu Moskiewskiego.

## Życiorys
23 lipca 2002 r. z rąk arcybiskupa chersońskiego i taurydzkiego Jonatana otrzymał święcenia diakońskie. 12 grudnia tegoż roku został opiekunem soboru katedralnego Świętego Ducha w Chersoniu. 1 czerwca 2004 r. podniesiony do godności protodiakona.
Święcenia kapłańskie otrzymał 13 listopada 2005 r. z rąk arcybiskupa Jonatana. Następnego dnia został proboszczem parafii katedralnej w Chersoniu, a 1 maja 2006 r. – sekretarzem eparchii chersońskiej.
8 grudnia 2006 r. przyjęty w skład duchowieństwa nowo utworzonej eparchii tulczyńskiej. Następnego dnia został proboszczem parafii katedralnej Narodzenia Pańskiego w Tulczynie i sekretarzem eparchii. W 2007 r. ukończył w trybie zaocznym seminarium duchowne w Kijowie; naukę kontynuował (również w trybie zaocznym) w Kijowskiej Akademii Duchownej, którą ukończył w 2010 r.
8 grudnia 2008 r. złożył przed arcybiskupem tulczyńskim i bracławskim Jonatanem wieczyste śluby mnisze, z imieniem Sergiusz, ku czci św. Sergiusza z Radoneża. 23 grudnia tegoż roku otrzymał godność ihumena, a 23 maja 2009 r. – archimandryty.
Postanowieniem Świętego Synodu Ukraińskiego Kościoła Prawosławnego Patriarchatu Moskiewskiego, został 14 marca 2018 r. nominowany na wikariusza eparchii tulczyńskiej, z tytułem biskupa ładyżyńskiego. Chirotonia biskupia odbyła się 24 marca 2018 r. w cerkwi Świętych Antoniego i Teodozjusza Pieczerskich w ławrze Kijowsko-Peczerskiej, pod przewodnictwem metropolity kijowskiego i całej Ukrainy Onufrego.
17 sierpnia 2022 r. została mu nadana godność arcybiskupa.
W 2024 r. został ordynariuszem eparchii tulczyńskiej i bracławskiej.